# Daniel Frank
Daniel Frank (1882 - 20 de marzo de 1965) fue un atleta estadounidense que compitió principalmente en el salto de longitud.
Compitió representando a los Estados Unidos, en los Juegos Olímpicos de San Luis 1904, en el salto de longitud, donde ganó la medalla de plata.